# Бекбулатов, Рашид Забитович
Рашид Забитович Бекбулатов (1985, Махачкала, Дагестанская АССР, РСФСР, СССР) — российский тайбоксер, чемпион мира и России.

## Спортивная карьера
Тайским боксом занимался с 1996 года. Является воспитанником махачкалинского ДГЦБИ и школы «Скорпион», занимался под руководством Абдулнасыра Меджидова. Чемпионат России по тайскому боксу 2002 года. Чемпион мира 2003 года. В 2005 году в Бангкоке в финале чемпионата мира уступил белорусу Виталию Гуркову. После спортивной карьеры работает тренером по тайскому боксу спортивной школы им. Бифова в Баксане. 

## Достижения и награды
- Чемпионат России по тайскому боксу 2002 — ;
- Чемпионат мира по тайскому боксу 2003 — ;
- Чемпионат мира по тайскому боксу 2005 — ;

## Личная жизнь
В 2002 году окончил среднюю школу № 31 в Махачкале. В 2007 году окончил юридический факультет дагестанского филиала Российской правовой академии. По национальности — кумык.